# Pietro Romanelli
Pietro Romanelli (Roma, 20 dicembre 1889 – Roma, 3 agosto 1981) è stato un archeologo italiano.

## Biografia
Nacque a Roma nel 1889 da Gustavo Romanelli, funzionario statale, e Teresa Tuccimei, nobile e membro della famiglia Tuccimei di Sezze; ebbe un fratello, Guido, che intraprese la carriera militare. Compì gli studi universitari presso La Sapienza di Roma seguendo i corsi di celebri contemporanei come Ettore De Ruggiero, Karl Julius Beloch, Emanuel Löwy e Orazio Marucchi; proprio con quest'ultimo si laureò nel 1911 con una tesi sui quartieri giudaici dell'Antica Roma, poi ripresa in due articoli apparsi sul bollettino dell'Associazione archeologica romana nel 1912 e sul Palestine Exploration Fund nel 1914. Sebbene dagli insegnamenti del suo relatore derivò una discreta attenzione ai monumenti cristiani Romanelli, grazie al vario ed innovativo ambiente dell'ateneo romano, poté dedicarsi anche alla ricerca antichistica.
Insegnò per un anno al liceo classico Terenzio Mamiani di Roma tra il 1912 e il 1913 e nella primavera-estate del 1913 effettuò una missione esplorativa in Anatolia insieme a Roberto Paribeni in qualità di allievo della Scuola italiana di archeologia; la missione in terra turca abbinava alle finalità scientifiche anche un interesse di tipo politico-diplomatico in previsione dell'imminente collasso dell'Impero ottomano. Il resoconto della missione fu pubblicato nel 1914 sul XXIII volume dei Monumenti Antichi dell'Accademia dei Lincei.
Nel 1915 entrò per concorso nell'amministrazione statale delle antichità e delle belle arti col ruolo di ispettore, venendo presto messo a disposizione del Ministero delle colonie per i servizi archeologici in Libia istituiti dopo la guerra italo-turca. Rimase in Tripolitania appena sei mesi, sufficienti comunque per prendere una certa confidenza col patrimonio archeologico del luogo, tornando in patria per riprendere il suo posto nell'organico del personale assegnato al Museo Nazionale Romano. Nella primavera del 1918 fu nominato soprintendente ai monumenti e agli scavi della Tripolitana in sostituzione di Salvatore Aurigemma, carica che ricoprì fino al 1923. In questo ruolo avviò lo scavo di una delle principali colonie Romane, ossia Leptis Magna, sulla quale pubblicò un'importante monografia descrittiva nel 1925.
Tornato in Italia nell'estate del 1925 fu nuovamente assegnato alla Soprintendenza delle antichità di Roma anche se non abbandonò il suo interesse per l'Africa romana, materia di cui era il più autorevole esperto italiano del suo tempo e che era al centro dei suoi insegnamenti presso il suo ateneo dal 1925 al 1960. Nell'evoluzione delle sue pubblicazioni scientifiche è possibile appurare come la ricostruzione storico-politica passi da un iniziale romanocentrismo, allora molto in voga anche nella propaganda fascista, ad una successiva valutazione "più serena" dell'apporto punico e libico della storia e della cultura dell'Africa settentrionale. Nel 1926 fu designato commissario per il riordinamento del Museo archeologico provinciale Sigismondo Castromediano di Lecce, incarico che lo spinse ad ampliare i suoi orizzonti per occuparsi delle problematiche connesse alla valorizzazione del patrimonio artistico. Per lo stesso museo curò la guida scientifica, edita nel 1932, insieme al collega Mario Bernardini. Successivamente nel 1931 divenne direttore del Museo archeologico nazionale di Tarquinia e promosse diverse campagne di scavo estensivo nell'area abitata della città antica; tra i principali ritrovamenti di questo periodo si segnalano la cinta muraria della metropoli e il basamento dell'Ara della Regina. All'importante città etrusca, alle sue necropoli e ai pregevoli ritrovamenti archeologici dedicò anche una pratica guida.
Dopo questo intermezzo etrusco Roma tornò al centro dei suoi interessi tanto che negli anni '30 Romanelli figurò tra i principali collaboratori di Giulio Quirino Giglioli nell'allestimento della Mostra Augustea della Romanità, tenutasi nella Capitale per celebrare il bimillenario della nascita di Augusto e dalla quale derivò il Museo della civiltà romana, del quale fu direttore onorario dal 1957. Dal 1938 al 1946 fu ispettore centrale tecnico per l'archeologia presso la Direzione generale delle antichità e delle belle arti e in questo ruolo si occupò della protezione dei monumenti e delle collezioni d'arte italiane nei difficili anni della seconda guerra mondiale. A questo periodo risalgono sue opere sulla Cirenaica romana, sulle colonne Antoniana e Traiana e il catalogo delle sculture del Museo gregoriano egizio, realizzato insieme a Giuseppe Botti. Dopo la guerra fu reggente delle soprintendenze di Ostia (dal 1946 al 1952) e del Foro Romano-Palatino (dal 1946 al 1960) oltre che per un breve periodo anche della soprintendenza del Lazio. Da allora il suo lavoro si concentrò sulle origini dell'Urbe; durante gli anni delle sue reggenze vi furono opere conservative su strutture del centro storico ed esplorazioni nelle profondità della città mentre ad Ostia fu ampliato il locale museo archeologico e su sua iniziativa venne istituito il Museo della via Ostiense di Porta San Paolo.
Collocato a riposo per raggiunti limiti d'età nel 1956, terminò la sua attività al servizio dello Stato nel 1960, pur continuando la sua attività scientifica. Morì a Roma nel 1981.